# Gimenells i el Pla de la Font
Gimenells i el Pla de la Font és un municipi de la comarca del Segrià, a Catalunya. El cap municipal és el poble de Gimenells. Inclou l'entitat municipal descentralitzada del Pla de la Font.
L'actual poble fou construït per l'Institut Nacional de Colonització l'any 1939. El 25 de maig de 1991 se segregà d'Alpicat.
Una curiositat del municipi és que l'alcalde Dante Pérez Berenguer ha estat el tercer membre de la mateixa família que ha estat alcalde d'aquesta localitat. El 9 de novembre del 2017, Pérez va abandonar el PSC —partit amb el qual va guanyar les eleccions municipals el 2015— i es va passar al PP.

## Geografia
- Llista de topònims de Gimenells i el Pla de la Font (Orografia: muntanyes, serres, collades, indrets..; hidrografia: rius, fonts...; edificis: cases, masies, esglésies, etc).

## Demografia
| Entitat de població      | Habitants (2023) |
| Gimenells                | 745              |
| el Pla de la Font        | 317              |
| Santa Maria de Gimenells | 39               |
| Font: Idescat            |                  |

| 1920 | 1930 | 1940 | 1950 | 1960 | 1970 | 1981 | 1990 | 1992 | 1994 |
| ---- | ---- | ---- | ---- | ---- | ---- | ---- | ---- | ---- | ---- |
| -    | -    | -    | -    | -    | -    | -    | 1186 | 1191 | 1191 |

| 1996 | 1998 | 2000 | 2002 | 2004 | 2006 | 2008 | 2010 | 2012  | 2014  |
| ---- | ---- | ---- | ---- | ---- | ---- | ---- | ---- | ----- | ----- |
| 1122 | 1122 | 1124 | 1089 | 1093 | 1118 | 1184 | 1183 | 1.170 | 1.129 |

| 2016  | 2018  | 2020  | 2022  | 2024  | 2026 | 2028 | 2030 | 2032 | 2034 |
| ----- | ----- | ----- | ----- | ----- | ---- | ---- | ---- | ---- | ---- |
| 1.111 | 1.108 | 1.120 | 1.109 | 1.097 | -    | -    | -    | -    | -    |

## Política

### Resultats de lesEleccions municipals de 2023a Gimenells i el Pla de la Font
| Candidatura | Candidatura | Cap de llista         | Vots | Regidors | % vots |
| ----------- | ----------- | --------------------- | ---- | -------- | ------ |
|             | PP          | Dante Pérez Berenguer | 362  | 5        | 53,07  |
|             | Som Poble   | Laia Aldavert Dolcet  | 285  | 4        | 41,78  |
|             | Altres      |                       | 23   |          | 3,37   |
|             | Nuls        |                       | 12   |          | 1,45   |
|             | Blancs      |                       | 10   |          | 1,47   |
| Total       | Total       | 691                   | 691  |          | 80,82  |

#### Llista de batlles del municipi de Gimenells i el Pla de la Font
| Període     | Alcalde o alcaldessa                                                                           | Partit polític                   | Data de possessió | Observacions |
| ----------- | ---------------------------------------------------------------------------------------------- | -------------------------------- | ----------------- | ------------ |
| 1979–1983   | Juan Pérez Salvadoral                                                                          | n/d                              | 19/04/1979        | --           |
| 1983–1987   | n/d                                                                                            | n/d                              | 28/05/1983        | --           |
| 1987–1991   | n/d                                                                                            | n/d                              | 30/06/1987        | --           |
| 1991–1995   | Jaume Esteve Serrat                                                                            | Logotip del PSC                  | 05/07/1991        | --           |
| 1995–1999   | José Manuel Pardos Hernando                                                                    | Logotip del PP                   | 07/07/1995        | --           |
| 1999–2003   | José Manuel Pardos Hernando                                                                    | Logotip del PP                   | 03/07/1999        | --           |
| 2003–2007   | José Manuel Pardos Hernando                                                                    | Logotip del PP                   | 14/06/2003        | --           |
| 2007–2011   | José Manuel Pardos Hernando                                                                    | Logotip de C's                   | 16/06/2007        | --           |
| 2011–2015   | Albert Aldavert i Férriz                                                                       | Logotip de CiU                   | 11/06/2011        | --           |
| 2015–2019   | Dante Pérez Berenguer                                                                          | Logotip del PSC · Logotip del PP | 13/06/2015        | --           |
| 2019-2023   | Emma Solans Pérez (2019-2020) Iván Alcolea Martí (2020-2021) Dante Pérez Berenguer (2021-2023) | Som Poble                        | 15/06/2019        | --           |
| Des de 2023 | Dante Pérez Berenguer                                                                          | Logotip del PP                   | 17/06/2023        | --           |

### Resultats de les Eleccions al Parlament de Catalunya de 2015 a Gimenells i el Pla de la Font
| Candidatura | Candidatura                          | Cap de llista               | Vots | Regidors | % vots |
| ----------- | ------------------------------------ | --------------------------- | ---- | -------- | ------ |
|             | JxSí                                 | Josep Maria Forné i Febrer  | 214  | 10       | 32,13  |
|             | Partit dels Socialistes de Catalunya | Òscar Ordeig i Molist       | 133  | 1        | 19,97  |
|             | Ciutadans                            | Jorge Soler                 | 132  | 2        | 19,82  |
|             | Partit Popular Català                | Marisa Xandri i Pujol       | 69   | 1        | 10,36  |
|             | Candidatura d'Unitat Popular         | Ramon Usall i Santa         | 47   | 1        | 7,06   |
|             | Catalunya Sí que es Pot              | Sara Vilà i Galan           | 37   | 0        | 5,56   |
|             | Unió Democràtica de Catalunya        | Josep Maria Pelegrí i Aixut | 29   | 0        | 4,35   |
|             | Altres                               |                             | 2    |          | 0,30   |
|             | Vots en blanc                        |                             | 3    |          | 0,45   |
|             | Vots nuls                            |                             | 7    |          | 1,04   |
| Total       | Total                                | 673                         | 673  |          | 77,00  |